# David Bell (écrivain)
Pour les articles homonymes, voir David Bell et Bell.
Œuvres principales
- Fleur de cimetière

David Jack Bell, né le 17 novembre 1969 à Cincinnati, est un écrivain américain, auteur de romans policiers.

## Biographie
Il termine ses études pré-universitaires en 1988. Il entre à l'Université de l'Indiana à Bloomington, où il obtient un baccalauréat. Il décroche ensuite une maîtrise en création littéraire de l'Université Miami, sise en Ohio, puis un doctorat en littérature américaine et en création littéraire de l'Université de Cincinnati. Il devient ensuite professeur dans divers établissements universitaires.
Il amorce sa carrière de romancier avec The Condemned en 2008. En 2011, Fleur de cimetière (Cemetery Girl), récit de la disparition d'une petite fille de 12 ans, obtient un gros succès.

## Œuvre

### Romans
- (en) The Condemned, 2008
- (en) The Girl in the Woods, 2009
- Fleur de cimetière, Actes Sud, coll. « Actes noirs », 2013 ((en) Cemetery Girl, 2011), trad. Claire-Marie Clévy  (ISBN 978-2-330-01408-7)Réédition, Actes Sud, coll. « Babel noir » no 106, 2014 (ISBN 978-2-330-02736-0)
- La Cavale de l'étranger, Ombres Noires, 2015 ((en) Rides a Stranger, 2013),
- Un lieu secret, Actes Sud, coll. « Actes noirs », 2015 ((en) The Hiding Place, 2011), trad. Claire-Marie Clévy  (ISBN 978-2-330-03895-3)Réédition, Actes Sud, coll. « Babel noir » no 181, 2017 (ISBN 978-2-330-07739-6)
- Ne reviens jamais, Actes Sud, coll. « Actes noirs », 2017 ((en) Never Come Back, 2013), trad. Claire-Marie Clévy  (ISBN 978-2-330-07826-3)Réédition, Actes Sud, coll. « Babel noir » no 209, 2018 (ISBN 978-2-330-11360-5)
- La Fille oubliée, Actes Sud, coll. « Actes noirs », 2018 ((en) The Forgotten Girl, 2014), trad. Manuel Tricoteaux  (ISBN 978-2-330-11431-2)
- (en) Gone for Good, 2014
- (en) Somebody I Used to Know, 2015
- (en) Since She Went Away, 2016
- (en) Bring Her Home, 2017
- (en) Somebody’s Daughter, 2018
- (en) Layover, 2019
- (en) The Request, 2020
- (en) Kill All Your Darlings, 2021
- (en) The Finalists, 2022

### Anthologie de nouvelles
- (en) Commutability: Stories About the Journey from Here to There, 2010En tant qu'éditeur de ce recueil collectif, qui contient notamment un texte de Thomas F. Monteleone

## Distinctions

### Prix
- Festival Polar de Cognac 2013 : Prix polar du meilleur roman international pour Fleur de cimetière[1]

### Nomination
- Prix Edgar-Allan-Poe 2022 du meilleur livre de poche original pour Kill All Your Darlings[2]